# Joffrey Baratheon
Joffrey Baratheon, celým jménem Joffrey první svého jména, král Andalů a Prvních lidí, je fiktivní postava z knižní série Píseň ledu a ohně a televizního seriálu Hra o trůny. V seriálu jej, až do jeho smrti v epizodě Zbaveni okovů, ztvárnil Jack Gleeson. Joffrey byl známý svojí krutostí a brutalitou. Jeho matkou byla Cersei Lannister a domnělým otcem Robert Baratheon, avšak jeho biologickým otcem byl Cersein bratr Jaime. Má dva sourozence: sestru Myrcellu a mladšího bratra Tommena, který po něm převzal vládu nad Sedmi královstvími.

## Popis
Joffrey věří, že je synem Roberta Baratheona a jeho manželky Cersei, o tom, že je synem Jaimeho neví. Jeho prarodiči byli Tywin Lannister a jeho manželka Joanna, kteří byli pravděpodobně bratranec a sestřenice. V první knize Hra o trůny je Joffrey dvanáctiletý chlapec, který se již teď projevuje brutálně. Chce si vzít Sansu Stark, která zpočátku souhlasí, když ale prohlédne a zjistí, jaký skutečně je, již si ho vzít nechce. Joffrey se ale nakonec se Sansou neožení – zasnoubí se s Margaery Tyrell. Na svatební hostině je ovšem otráven. Joffrey je rozmazlený, sebestředný a má zálibu ve škodění lidem nižšího postavení. Nenávidí svého strýce, trpaslíka Tyriona, který se, jako jediný, vůči jeho krutovládě dokáže ohradit a dovolí si na něj více, než všichni ostatní.
V seriálu postavu Joffreyho ztvární irský herec Jack Gleeson, který od kritiků získal pozitivní ohlasy.

## Historie
Joffrey Baratheon se narodil roku 286 po Aegonově vylodění v Rudé baště (Královo přístaviště) jako nejstarší přeživší syn Cersei a Roberta. Před ním měl královský pár ještě jednoho syna, který byl skutečným synem Roberta, avšak ten v dětství zemřel na horečku. V seriálu se život Joffreyho odvíjí téměř stejně jako v knize, s tím rozdílem, že v seriálu se jako jeho vražedkyně později ukáže Olenna Tyrell.

### Hra o trůny

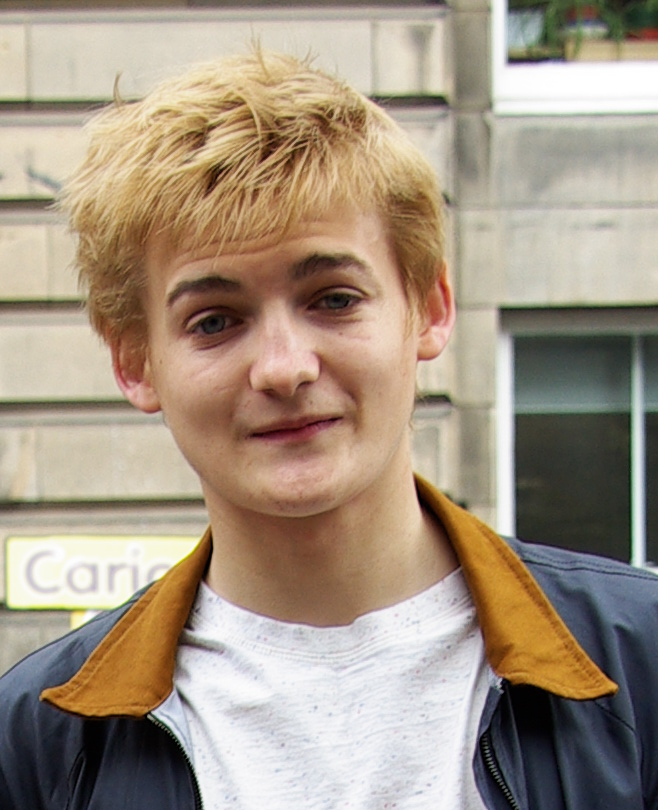
Jack Gleeson ztvárnící Joffreyho Baratheona v seriálu Hra o trůny

Princ Joffrey, společně s celou královskou rodinou, přijíždí na Zimohrad, kam mířil jeho otec především proto, aby Eddardu Starkovi nabídl pozici králova pobočníka (bývalý pobočník John Arryn zemřel). Sám Joffrey se setkává s Eddardovou nejstarší dcerou, Sansou, se kterou se chce oženit. Sansa je do něj bláznivě zamilovaná a přeje si ze Zimohradu co nejrychleji odjet, proto souhlasí. Joffrey se se Sansou prochází podél řeky, když narazí na Sansinu mladší sestru, Aryu, jak bojuje se synem řezníka, prostým chlapcem Mycahem. Přestože jde jen o hru, Joffrey obviní Mycaha z útoku na šlechtice. Arya přítele brání a Joffreyho napadne, ten se cítí dotčen a hrozí ji, ale Aryu zachrání její zlovlk Nymeria, která ji hlídá. Joffrey hrozí, že nechá Nymerii zabít a jde si stěžovat matce. Přestože ztrpěl jen lehké povrchové zranění a král Robert nechce žádný trest pro vlka ani Aryu, Cersei ho donutí, aby zlovlka potrestal. Arya to předstírala, proto Nymerii vyhnala a proto se první na ráně vyskytne Lady, Sansin zlovlk, který s tím nemá nic společného. Cersei, i přes Sansinu nelibost, nechá zlovlka zabít.
Celá výprava se vrací do Králova přístaviště, tentokrát i s novým pobočníkem Eddardem a jeho dvěma dcerami, Sansou i Aryou. Po krátké době v Králově přístaviště ale Eddard přijde na to, že černá barva vlasů je dominantní gen u Baratheonů a vždy se dědil, jen Cerseiny děti jsou zlatovlasé. Tak zjistí, že je Joffrey i jeho sourozenci vznikli z incestního spojení a když král Robert umírá, odmítne Eddard uznat Joffreyho jako právoplatného krále. Eddard je vzat do vazby a celý jeho doprovod povražděn (vyjma dcer Aryi a Sansy). Na popravišti řekne Joffrey Eddardovi, že pokud jej uzná právoplatným králem, ušetří Sansu i jeho samotného. Eddard ten svolí a prohlásí jej králem. Joffrey ale slovo nedodrží a nechá Eddardovi setnout hlavu. S tím nesouhlasí dokonce ani jeho matka Cersei, přestože jinak za svým synem stojí ve všem.

### Střet králů
V knize Střet králů se Joffrey objevuje spíše na pozadí příběhu. Vládne krutě a v rozmaru, dělá náhlá (chybná) rozhodnutí a pod kontrolou už ho nemá ani milující matka Cersei, která ale postupně začne procitat a uvědomovat si, jaký její syn je. Joffrey drží Sansu v Králově přístavišti a nedovoluje jí odjet domů na Zimohrad. Její sestra Arya dokázala uniknout a i přes rozsáhlé pátrání není možné ji nalézt. Sedm království se dostává do války a Stannis Baratheon (bratr Roberta Baratheona), který by měl být právoplatným králem, napadá Královo přístaviště. Joffrey není dobrý voják a z bojiště uteče, čímž značně poškodí morálku. Tu vojákům navrátí jeho skřetí strýc Tyrion, který, ač je tak malý, se rozhodne vydat se na bojiště. Bitvu o Královo přístaviště téměř vyhraje Stannis, dokud nepřijede Tywin Lannister (Joffreyho dědeček) a s pomocí armády Tyrellů Stanisse zažene.

### Bouře mečů
Joffrey zruší své zasnoubení se Sansou Stark, avšak stále jí nedovoluje odjet na Zimohrad, protože s ní má jiné plány – provdá ji za nenáviděného strýce Tyriona. Sám Joffrey je zasnouben s Margaery Tyrell, kterou v seriálu ztvární Natalie Dormerová. Svazek má spojit dva mocné rody, tedy Baratheony/Lannistery a Tyrelly, kteří vládnou Vysoké zahradě. Margaery je milá dívka, která s radostí pomáhá chudým, avšak také ví, že se nesmí svému nastávajícímu znelíbit a tak toleruje všechny jeho krutosti. Odehraje se svatební obřad, po kterém přichází hostina. Joffrey dostane několik darů, mimo jiné i vzácnou knihu od Tyriona, kterou na místě zničí mečem. Na krátkou chvíli udělá z Tyriona služebníka a donutí ho, aby vlezl pod stůl a přinesl mu číši, která Joffreymu spadla. Tyrion udělá, jak jeho synovec poručil a nalije mu do číše víno. Z číše se pak Joffrey napije a téměř okamžitě padá na zem. Matka se ho snaží zachránit, ale Joffrey umírá ve velkých bolestech během chvíle.
Po Joffreym na trůn nastupuje jeho mladší bratr Tommen, který je přesným opakem svého bratra; je milý, věřící, příliš jemný. Joffreyho vdova Margaery se s Tommenem později vezme. Z vraždy Joffreyho je obviněn Tyrion, kterému se ale nakonec podaří utéct. V knize není řečeno, kdo za vraždou stál, avšak v seriálu se jako skutečná vražedkyně ukáže Olenna Tyrell, babička mladé Margaery.